# Palazzo Da Riva Valier
Il Palazzo Da Riva Valier è un edificio storico sito in Venezia, di proprietà dello Stato italiano.

## Descrizione
Riedificato nel 1712 su pianta rinascimentale, si caratterizza per un'architettura di evidente influsso longheniano, forse opera di Domenico Rossi affiancato, per la parte scultorea, da Giuseppe Torretto.
Nel 1931 il palazzo ospitava il Circolo Sottofficiali della Regia Marina.